# Gabriel Mercado
Gabriel Iván Mercado  (Puerto Madryn, 18 de marzo de 1987) es un futbolista argentino que juega como defensor en S. C. Internacional de Porto Alegre de la Serie A de Brasil.   

## Trayectoria

### Racing Club
Mercado hizo las inferiores en Racing Club y formó parte de la Sexta Especial (Sexta División que ganó 2 títulos y estaba conformada por Maximiliano Moralez, Matías Sánchez, Claudio Yacob, Gonzalo García, Sergio Romero, José Luis Fernández y Juan Ignacio Sánchez Sotelo entre otros).
Debutó el 21 de febrero del 2007 en la derrota 0-3 frente a San Lorenzo correspondiente al Torneo Clausura 2007. Concluiría el Torneo Clausura con 7 presencias en 19 partidos. En los torneos siguientes, se afianzaría como titular, mostrándose como un defensor con gusto por la proyección ofensiva. Su único gol en el club de Avellaneda fue a Banfield en la victoria de su equipo por 2-1 en el Torneo Apertura 2009.

### Estudiantes de La Plata
En julio de 2010 fue transferido a Estudiantes de La Plata. La transferencia se cerró en 800 000 dólares que abonó el club platense por el 50 por ciento del pase del futbolista que poseía Racing Club. Donde marcó la cifra total de 10 goles y la obtención del Torneo Apertura 2010. Marcó un gol histórico frente a Olimpo de Bahía Blanca en lo que fue la primera despedida de Juan Sebastián Verón (ya que en el año 2013 retomó la actividad profesional) en el Estadio Único de la Plata que finalizó con victoria de su equipo 1-0.

### River Plate
En julio de 2012 fue traspasado a River Plate en una cifra cercana a 850.000 dólares por su pase luego de extensas negociaciones con Estudiantes de La Plata. Convirtió su primer gol en River Plate frente a Arsenal de Sarandí en la séptima fecha del Torneo Inicial 2013 en el empate 1-1. Dos fechas después volvería a marcar frente a Lanús en la victoria de su equipo por 1-0. El tercer gol en el club se daría en la decimoctava fecha del siguiente torneo en la victoria de su equipo por 2-0 frente a Argentinos Juniors. Al siguiente partido marcó nuevamente en la goleada de su equipo por 5-0 frente a Quilmes AC, resultado que significó el trigesimoquinto título del club a nivel local.
En la vuelta de la final de la Copa Sudamericana, marcó el primer gol de su equipo mediante un certero cabezazo, habilitado por un centro que vino de un córner ejecutado por Leonardo Pisculichi, a los 9 minutos de la etapa final, para el definitorio 2-0 con el que River Plate fue campeón de dicho torneo.
Al comienzo del 2015, River ganó la recopa en un partido ida y vuelta frente a San Lorenzo. Posteriormente, luego de un principio en el cual estuvo a punto de no pasar de ronda, termina ganando la Copa Libertadores, dejando afuera a Boca en octavos de final por suspensión del partido de vuelta, luego de que River le haya ganado 1 a 0 en el partido de ida y de que en el partido de vuelta tras finalizar el primer tiempo, un hincha de Boca, apodado "El Panadero" le tiró gas pimienta a los jugadores de River para que estos no pudieran seguir jugando. Luego River siguió avanzando ganándole al Cruzeiro en cuartos de final, a Guaraní por las semifinales, en el cual Gabriel Mercado marca un gol clave y a Tigres en la final. Días más tarde por la Suruga Bank, River se enfrentó en la final contra el Gamba Osaka, Gabriel Mercado volvió a convertir y River levantó una copa más.
Su último partido se dio por el marco de la Copa Argentina frente a Sportivo Rivadavia (VT) en el cual el equipo millonario ganó 3-0, siendo él quien anotara el último gol desde los doce pasos luego de que la hinchada pidiera que pateé el penal, para luego llevarse la ovación de todo el estadio.
Su nivel ha ido creciendo con el correr de los años, a base de esfuerzo y mucha perseverancia, además del talento natural. Se ha ganado un lugar muy importante en la historia del club y la hinchada así se lo hace saber.

### Sevilla F. C.
En la temporada 2016-17 fichó por el Sevilla F. C. marcando su primer gol en el derbi sevillano que se celebró en la jornada 5.ª y que acabó 1-0. Finalizó la temporada jugando 29 partidos y anotando 3 goles. En la temporada 2017-18 siguió siendo titular, jugando 26 partidos sin anotar ningún gol.

### Al-Rayyan
El 11 de junio de 2019 se hizo oficial su fichaje por el Al-Rayyan S. C. por el que firmó dos temporadas tras llegar gratis al acabar contrato con el club hispalense. Abandonó el club después de haber jugado 117 partidos y haber marcado 6 goles, haciéndose querer por sus aficionados, siendo uno de los 3 capitanes del equipo.

### Inter de Porto Alegre
El 5 de julio de 2021 fichó por el Inter de Porto Alegre hasta la actualidad.

## Selección nacional

### Selección juvenil
Ha representado a la Argentina en la sub-20 en el Sudamericano 2007, en Paraguay, y en el Mundial juvenil de ese año, en Canadá. En este último salieron campeones con Hugo Tocalli como director técnico. Para la selección de Argentina sub-20 fue su segundo mundial ganado de manera consecutiva.

#### Sudamericano sub-20
| Torneo                   | Sede     | Resultado  | Partidos | Goles |
| ------------------------ | -------- | ---------- | -------- | ----- |
| Sudamericano Sub-20 2007 | Paraguay | Subcampeón | 5        | 0     |

#### Mundial sub-20
| Torneo                   | Sede   | Resultado | Partidos | Goles |
| ------------------------ | ------ | --------- | -------- | ----- |
| Copa Mundial Sub-20 2007 | Canadá | Campeón   | 6        | 0     |

### Selección mayor
Ha sido internacional con la selección argentina, además de los juveniles, en la mayor. Debutó el 10 de febrero contra la selección de fútbol de Jamaica, en la ciudad de Mar del Plata, jugando los 90 minutos, el partido término 2 a 1 a favor de los argentinos. El 13 de mayo de 2014, el técnico de la selección nacional, Alejandro Sabella, reveló que era parte de la lista preliminar de 30 jugadores para el Mundial de Fútbol en Brasil. Aunque posteriormente fue descartado y no pudo integrar la lista de los que participaron del Mundial.
Gerardo Martino volvió a convocar a Gabriel Mercado para la cuarta fecha de las Eliminatorias a Rusia 2018, debido a la bajas por lesión de Pablo Zabaleta y por acumulación de tarjetas de Facundo Roncaglia. Cumplió un buen papel en la victoria por 1-0 ante Colombia, a pesar de su salida por lesión en el segundo tiempo (reemplazado por Gino Peruzzi).
Luego de su buena labor en Barranquilla, el DT volvió a convocarlo para la doble fecha de marzo de 2016, donde Argentina se enfrentaría a Chile en Santiago y a Bolivia en Córdoba. Gabriel Mercado afrontó los dos cotejos como titular en el puesto de marcador lateral por derecha, consiguiendo el gol de la victoria ante el combinado chileno tras una serie de rebotes (2-1), y su segundo gol ante el equipo boliviano luego de una asistencia de Gonzalo Higuaín (2-0).
Marcó el gol de la victoria de la selección argentina en el amistoso contra Brasil jugado en Australia el 9 de junio de 2017.
Jugó la Copa Mundial de Fútbol de 2018 con la selección argentina, y marcó un gol en el partido de octavos de final contra Francia en el que Argentina perdió por 4 a 3 y quedó eliminada de la Copa.

### Participaciones en Copas del Mundo
| Mundial           | Sede  | Resultado        | Partidos | Goles |
| ----------------- | ----- | ---------------- | -------- | ----- |
| Copa Mundial 2018 | Rusia | Octavos de final | 3        | 1     |

### Participaciones en Copas América
| Copa                    | Sede           | Resultado  | Partidos | Goles |
| ----------------------- | -------------- | ---------- | -------- | ----- |
| Copa América Centenario | Estados Unidos | Subcampeón | 6        | 0     |

#### Detalle de partidos
| 24 de marzo de 2016 | Santiago de Chile | Chile     | 1-2 | Argentina | Eliminatorias 2018 |
| 29 de marzo de 2016 | Córdoba           | Argentina | 2-0 | Bolivia   | Eliminatorias 2018 |
| 9 de junio de 2017  | Melbourne         | Argentina | 1-0 | Brasil    | Amistoso           |
| 30 de junio de 2018 | Kazán             | Argentina | 3-4 | Francia   | Copa Mundial 2018  |

## Estadísticas

### Clubes
Actualizado de acuerdo al último partido jugado el 22 de septiembre de 2024.
| Club                              | Div.          | Temporada     | Liga  | Liga  | Liga   | Copas nacionales | Copas nacionales | Copas nacionales | Torneos internacionales | Torneos internacionales | Torneos internacionales | Total | Total | Total  |
| Club                              | Div.          | Temporada     | Part. | Goles | Asist. | Part.            | Goles            | Asist.           | Part.                   | Goles                   | Asist.                  | Part. | Goles | Asist. |
| --------------------------------- | ------------- | ------------- | ----- | ----- | ------ | ---------------- | ---------------- | ---------------- | ----------------------- | ----------------------- | ----------------------- | ----- | ----- | ------ |
| Racing Club Argentina             | 1.ª           | 2006-07       | 8     | 0     | 0      | —                | —                | —                | —                       | —                       | —                       | 8     | 0     | 0      |
| Racing Club Argentina             | 1.ª           | 2007-08       | 26    | 0     | 0      | —                | —                | —                | —                       | —                       | —                       | 26    | 0     | 0      |
| Racing Club Argentina             | 1.ª           | 2008-09       | 28    | 0     | 0      | —                | —                | —                | —                       | —                       | —                       | 28    | 0     | 0      |
| Racing Club Argentina             | 1.ª           | 2009-10       | 34    | 1     | 0      | —                | —                | —                | —                       | —                       | —                       | 34    | 1     | 0      |
| Racing Club Argentina             | Total club    | Total club    | 96    | 1     | 0      | 0                | 0                | 0                | 0                       | 0                       | 0                       | 96    | 1     | 0      |
| Estudiantes de La Plata Argentina | 1.ª           | 2010-11       | 33    | 6     | 4      | —                | —                | —                | 8                       | 0                       | 0                       | 41    | 6     | 4      |
| Estudiantes de La Plata Argentina | 1.ª           | 2011-12       | 33    | 4     | 2      | —                | —                | —                | 2                       | 0                       | 0                       | 35    | 4     | 2      |
| Estudiantes de La Plata Argentina | Total club    | Total club    | 66    | 10    | 6      | 0                | 0                | 0                | 10                      | 0                       | 0                       | 76    | 10    | 6      |
| C. A. River Plate Argentina       | 1.ª           | 2012-13       | 32    | 0     | 1      | 1                | 0                | 0                | —                       | —                       | —                       | 33    | 0     | 1      |
| C. A. River Plate Argentina       | 1.ª           | 2013-14       | 29    | 4     | 0      | 1                | 0                | 0                | 4                       | 0                       | 0                       | 34    | 4     | 0      |
| C. A. River Plate Argentina       | 1.ª           | 2014          | 16    | 1     | 1      | 1                | 0                | 0                | 9                       | 2                       | 0                       | 26    | 3     | 1      |
| C. A. River Plate Argentina       | 1.ª           | 2015          | 11    | 0     | 0      | 1                | 0                | 0                | 20                      | 3                       | 1                       | 32    | 3     | 1      |
| C. A. River Plate Argentina       | 1.ª           | 2016          | 10    | 0     | 0      | 1                | 1                | 0                | 8                       | 0                       | 3                       | 19    | 1     | 3      |
| C. A. River Plate Argentina       | Total club    | Total club    | 98    | 5     | 2      | 5                | 1                | 0                | 40                      | 5                       | 4                       | 144   | 11    | 6      |
| Sevilla F. C. · España            | 1.ª           | 2016-17       | 29    | 3     | 1      | 4                | 0                | 0                | 7                       | 0                       | 0                       | 40    | 3     | 1      |
| Sevilla F. C. · España            | 1.ª           | 2017-18       | 26    | 0     | 2      | 7                | 0                | 0                | 10                      | 0                       | 0                       | 43    | 0     | 2      |
| Sevilla F. C. · España            | 1.ª           | 2018-19       | 23    | 2     | 2      | 5                | 0                | 0                | 6                       | 1                       | 0                       | 34    | 3     | 2      |
| Sevilla F. C. · España            | Total club    | Total club    | 78    | 5     | 5      | 16               | 0                | 0                | 23                      | 1                       | 0                       | 117   | 6     | 5      |
| Al-Rayyan S. C. Catar             | 1.ª           | 2019-20       | 20    | 3     | 2      | 3                | 1                | 0                | 1                       | 0                       | 0                       | 24    | 4     | 2      |
| Al-Rayyan S. C. Catar             | 1.ª           | 2020-21       | 20    | 1     | 2      | 9                | 0                | 0                | —                       | —                       | —                       | 29    | 1     | 2      |
| Al-Rayyan S. C. Catar             | Total club    | Total club    | 40    | 4     | 4      | 12               | 1                | 0                | 1                       | 0                       | 0                       | 53    | 5     | 4      |
| S. C. Internacional · Brasil      | 1.ª           | 2021          | 12    | 1     | 0      | —                | —                | —                | —                       | —                       | —                       | 12    | 1     | 0      |
| S. C. Internacional · Brasil      | 1.ª           | 2022          | 26    | 0     | 0      | 3                | 0                | 0                | 8                       | 0                       | 0                       | 37    | 0     | 0      |
| S. C. Internacional · Brasil      | 1.ª           | 2023          | 26    | 0     | 0      | 8                | 0                | 0                | 11                      | 3                       | 0                       | 45    | 3     | 0      |
| S. C. Internacional · Brasil      | 1.ª           | 2024          | 17    | 1     | 0      | 11               | 0                | 0                | 4                       | 0                       | 0                       | 32    | 1     | 0      |
| S. C. Internacional · Brasil      | Total club    | Total club    | 81    | 2     | 0      | 22               | 0                | 0                | 23                      | 3                       | 0                       | 126   | 5     | 0      |
| Total carrera                     | Total carrera | Total carrera | 459   | 27    | 17     | 55               | 2                | 0                | 97                      | 9                       | 4                       | 612   | 38    | 21     |
| 1. 2. 3.                          |               |               |       |       |        |                  |                  |                  |                         |                         |                         |       |       |        |

### Selecciones nacionales
Actualizado de acuerdo al último partido jugado el 22 de marzo de 2019.
| Selección          | Año               | Amistosos | Amistosos | Amistosos | Eliminatorias | Eliminatorias | Eliminatorias | Continental | Continental | Continental | Mundial | Mundial | Mundial | Total | Total | Total  |
| Selección          | Año               | Part.     | Goles     | Asist.    | Part.         | Goles         | Asist.        | Part.       | Goles       | Asist.      | Part.   | Goles   | Asist.  | Part. | Goles | Asist. |
| ------------------ | ----------------- | --------- | --------- | --------- | ------------- | ------------- | ------------- | ----------- | ----------- | ----------- | ------- | ------- | ------- | ----- | ----- | ------ |
| Sub-20 Argentina   | 2007              | —         | —         | —         | —             | —             | —             | —           | —           | —           | 6       | 0       | 0       | 6     | 0     | 0      |
| Sub-20 Argentina   | Total             | 0         | 0         | 0         | 0             | 0             | 0             | 0           | 0           | 0           | 6       | 0       | 0       | 6     | 0     | 0      |
| Absoluta Argentina | 2010              | 1         | 0         | 0         | —             | —             | —             | —           | —           | —           | —       | —       | —       | 1     | 0     | 0      |
| Absoluta Argentina | 2015              | —         | —         | —         | 1             | 0             | 0             | —           | —           | —           | —       | —       | —       | 1     | 0     | 0      |
| Absoluta Argentina | 2016              | 1         | 0         | 0         | 4             | 2             | 0             | 5           | 0           | 0           | —       | —       | —       | 10    | 2     | 0      |
| Absoluta Argentina | 2017              | 1         | 1         | 0         | 4             | 0             | 0             | —           | —           | —           | —       | —       | —       | 5     | 1     | 0      |
| Absoluta Argentina | 2018              | 3         | 0         | 0         | —             | —             | —             | —           | —           | —           | 3       | 1       | 1       | 6     | 1     | 1      |
| Absoluta Argentina | 2019              | 1         | 0         | 0         | —             | —             | —             | —           | —           | —           | —       | —       | —       | 1     | 0     | 0      |
| Absoluta Argentina | Total             | 7         | 1         | 0         | 9             | 2             | 0             | 5           | 0           | 0           | 3       | 1       | 1       | 24    | 4     | 1      |
| Total selecciones  | Total selecciones | 7         | 1         | 0         | 9             | 2             | 0             | 5           | 0           | 0           | 9       | 1       | 1       | 30    | 4     | 1      |
| 1. 2. 3.           |                   |           |           |           |               |               |               |             |             |             |         |         |         |       |       |        |

### Resumen estadístico
| Torneo                  | Part. | Goles | Asist. |
| ----------------------- | ----- | ----- | ------ |
| Liga                    | 459   | 27    | 17     |
| Copas nacionales        | 55    | 2     | 0      |
| Torneos internacionales | 97    | 9     | 4      |
| Selección absoluta      | 24    | 4     | 1      |
| Total                   | 636   | 42    | 22     |

## Palmarés

### Títulos nacionales
| Título           | Club                    | País      | Año    |
| ---------------- | ----------------------- | --------- | ------ |
| Primera División | Estudiantes de La Plata | Argentina | A-2010 |
| Primera División | C. A. River Plate       | Argentina | F-2014 |
| Copa Campeonato  | C. A. River Plate       | Argentina | 2014   |
| Copa Argentina   | C. A. River Plate       | Argentina | 2016   |

### Títulos internacionales
| Título                        | Club              | Sede         | Año  |
| ----------------------------- | ----------------- | ------------ | ---- |
| Copa Mundial de Fútbol Sub-20 | Argentina sub-20  | Canadá       | 2007 |
| Copa Sudamericana             | C. A. River Plate | Buenos Aires | 2014 |
| Recopa Sudamericana           | C. A. River Plate | Buenos Aires | 2015 |
| Copa Libertadores             | C. A. River Plate | Buenos Aires | 2015 |
| Copa Suruga Bank              | C. A. River Plate | Suita        | 2015 |

### Distinciones individuales
| Distinción                          | Año  |
| ----------------------------------- | ---- |
| Miembro del Equipo Ideal de América | 2015 |